# José Amalfitani
Jose Amalfitani (Buenos Aires, 16 de junio de 1894-14 de mayo de 1969) fue un reconocido dirigente deportivo, además de maestro mayor de obras Argentino

## Historia
Apodado "Don Pepe", su extensa gestión quedó como un ejemplo de honestidad y compromiso, al punto que en una oportunidad llegó a hipotecar su propia casa para obtener fondos que permitieran continuar con las actividades del Club Atlético Vélez Sarsfield, institución a la que se asoció el 7 de febrero de 1913 y de la que fue su presidente en los períodos de 1923 a 1925 y de 1941 a 1969.
Nació en el centro de Buenos Aires (Corrientes y Callao), pero sus padres Don Luis Amalfitani y Doña Fortunata Graziadio se mudaron pronto hacia el barrio de Flores, donde comenzaron con un corralón de materiales de la construcción. Fue el segundo de 13 hermanos (uno de ellos murió cuando tenía 2 años). De joven se dedicó, además de la construcción al periodismo, a lo actoral y atendió una cafetería pero su pasión era Vélez Sarsfield y a ello dedicó décadas de vida, incansablemente. 
Presidente de Vélez Sarsfield durante más de 30 años, y el artífice de su reconstrucción y hacedor de su grandeza luego de la crisis de principios de los años 1940. Precisamente el 26 de enero de 1941 ganó las elecciones y pidió a los miembros de la comisión directiva acompañar el aval por las deudas para frenar el remate del club, en principio sólo él se responsabilizó con su patrimonio personal y posteriormente se fueron acoplando otros integrantes de la comisión como Antonio Marín Moreno. El pasivo en esa época ascendía a los 40.000 pesos, se encontraba embargado por otros 100.000 pesos y, además, pendía un juicio de desalojo sobre la cancha. En el acta firmada el 1 de noviembre de 1941, se cita: 

"El señor José Amalfitani (decía el punto séptimo del convenio), por derecho propio, no ya en representación del Club Vélez Sarsfleld, toma a su cargo, como deuda principal, la obligación de efectuar por cuenta del club la construcción de cercos y aceras, también la obligación de pagar indemnizaciones en el caso de mora. El señor José Amalfitani se constituye como fiador, en carácter solidarlo, como principal pagador, de todas las obligaciones del Club Vélez Sarsfield desde la firma del presente convenció entendiéndose expresamente que el Incumplimiento de una sola, cualquiera de las cláusulas de éste, autoriza a los acreedores a exigir el total de la deuda"

Ya desde muy joven se aproximó al fútbol, como periodista del diario La Prensa y como representante de Vélez en la Asociación del Fútbol Argentino. Fue maestro mayor de obras y varios edificios de la Ciudad de Buenos Aires llevan su firma. Si bien su infancia fue en la zona del barrio de Balvanera, vivió la mayor parte de su vida en los barrios de Floresta y Villa Luro.
El 7 de diciembre de 1968 en Asamblea de Socios se designa al estadio del barrio de Liniers el nombre de "José Amalfitani", en honor al personaje ilustre por excelencia de la Institución.
Amalfitani era un gran fumador y murió de cáncer de pulmón el 14 de mayo de 1969, dejando un gran vacío en el fútbol argentino. Sus restos descansan en el Cementerio de Chacarita.
Al cumplirse 3 años de su muerte, la AFA comunicó a través de su interventor Raúl D’Onofrio la decisión de declarar el 14 de mayo como "Día del Dirigente Deportivo" en homenaje a José Amalfitani.
José Amalfitani falleció el 14 de mayo de 1969 y se convirtió en leyenda, había nacido el 16 de junio de 1894.